# Alen Pajenk

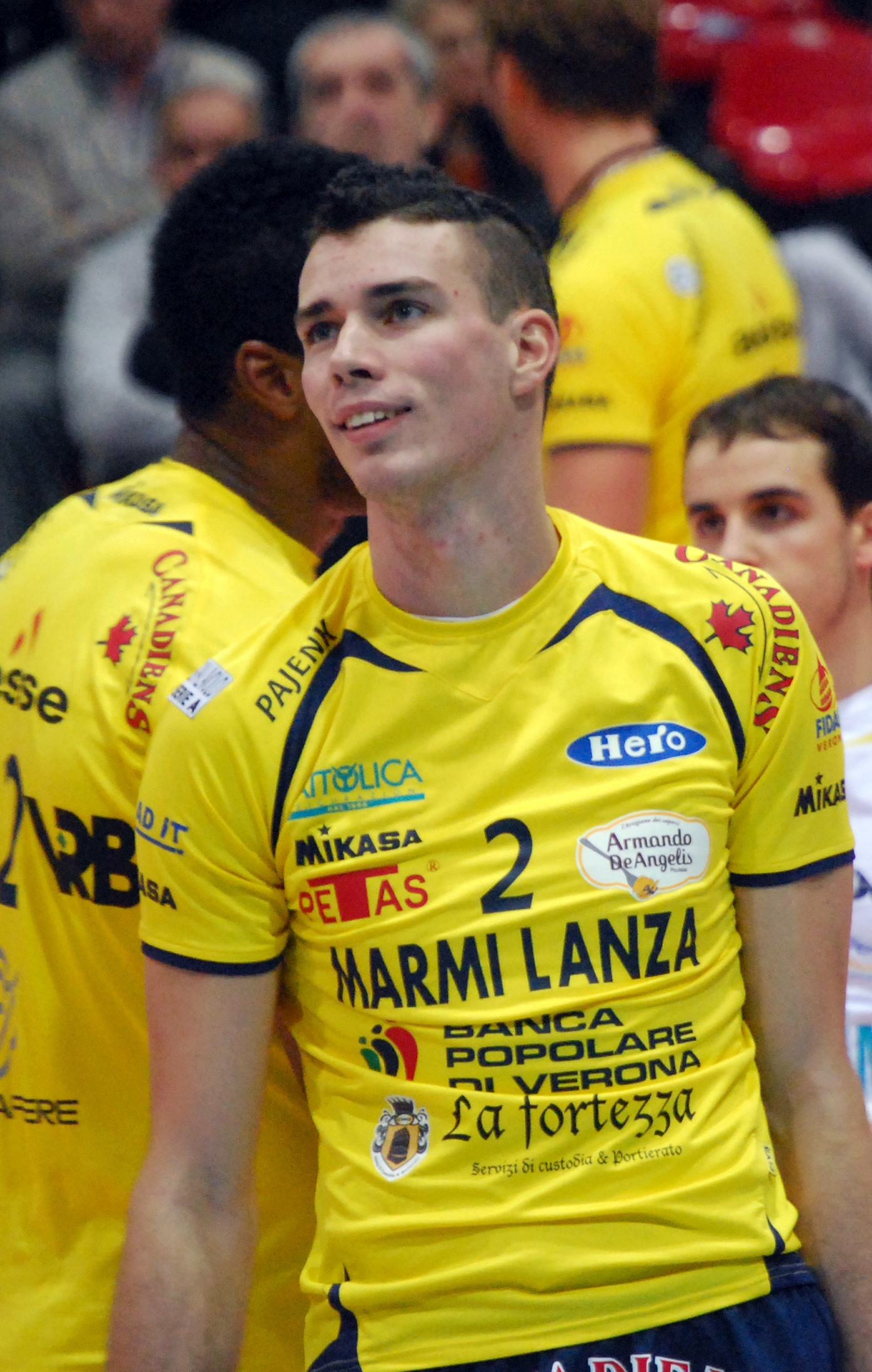
Alen Pajenk zawodnikiem Marmi Lanza Werona w sezonie 2010/2011

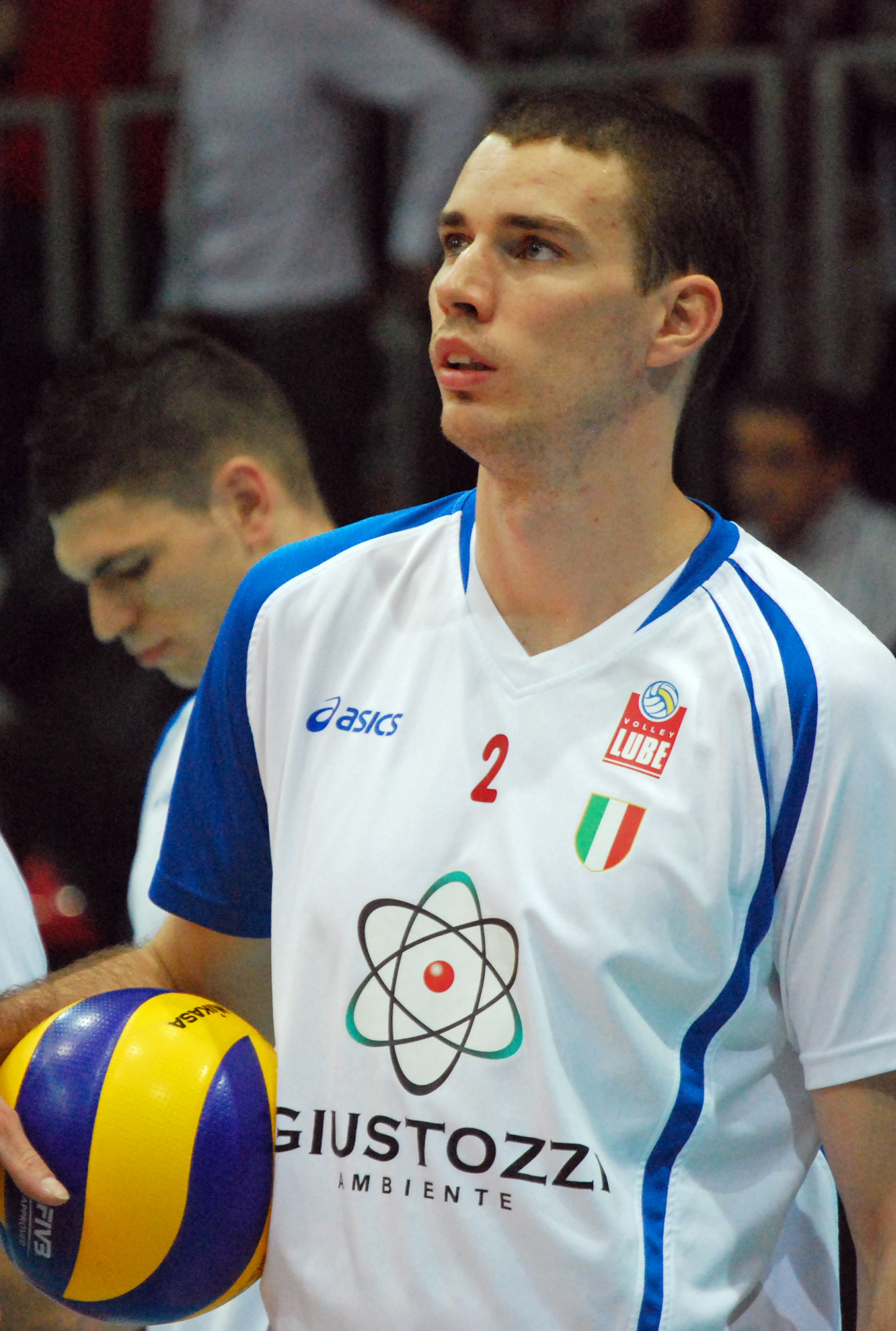
Alen Pajenk zawodnikiem Lube Banca Marche Macerata w sezonie 2012/2013

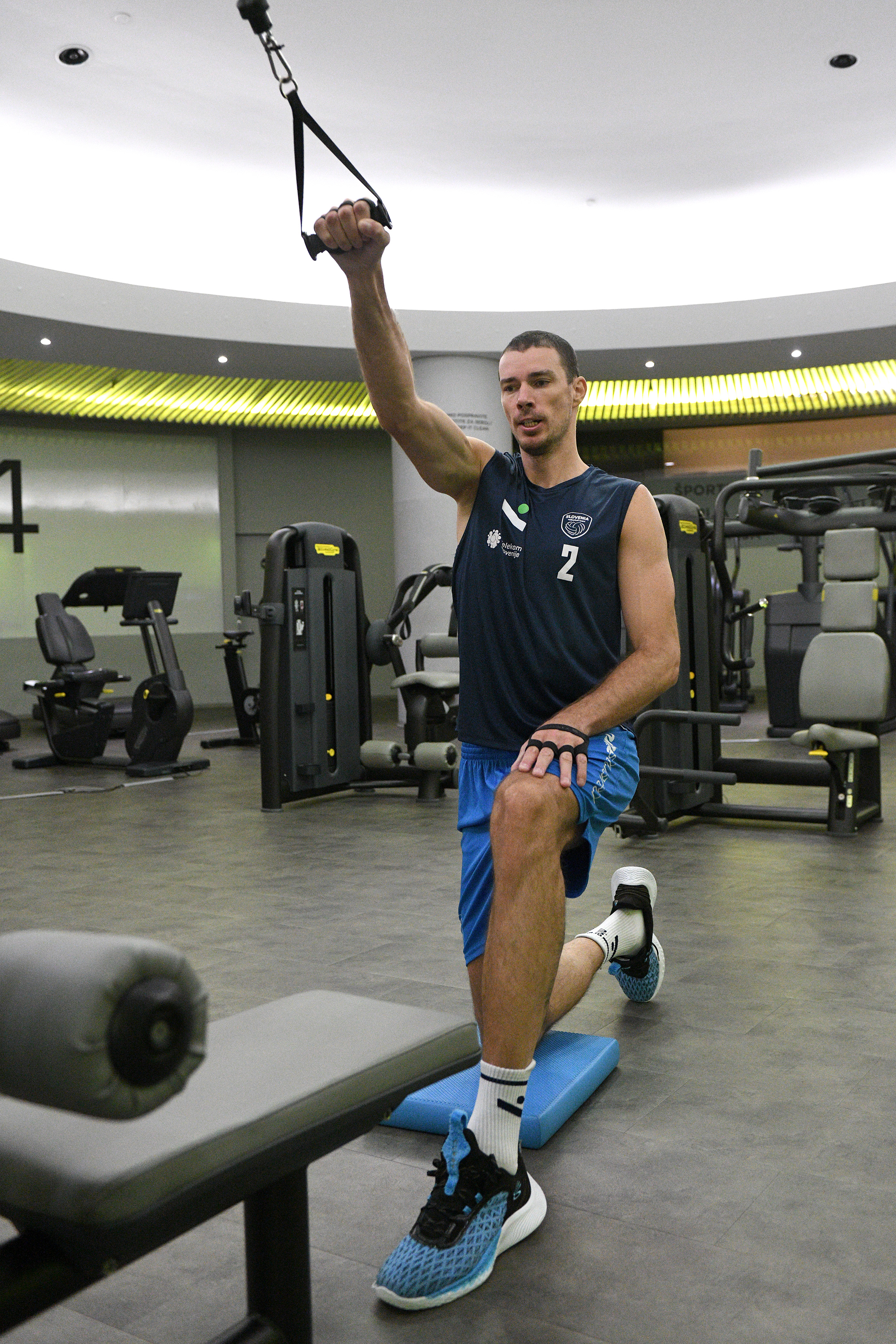
Alen Pajenk podczas ćwiczeń na siłowni w reprezentacji Słowenii w sierpniu 2022 roku

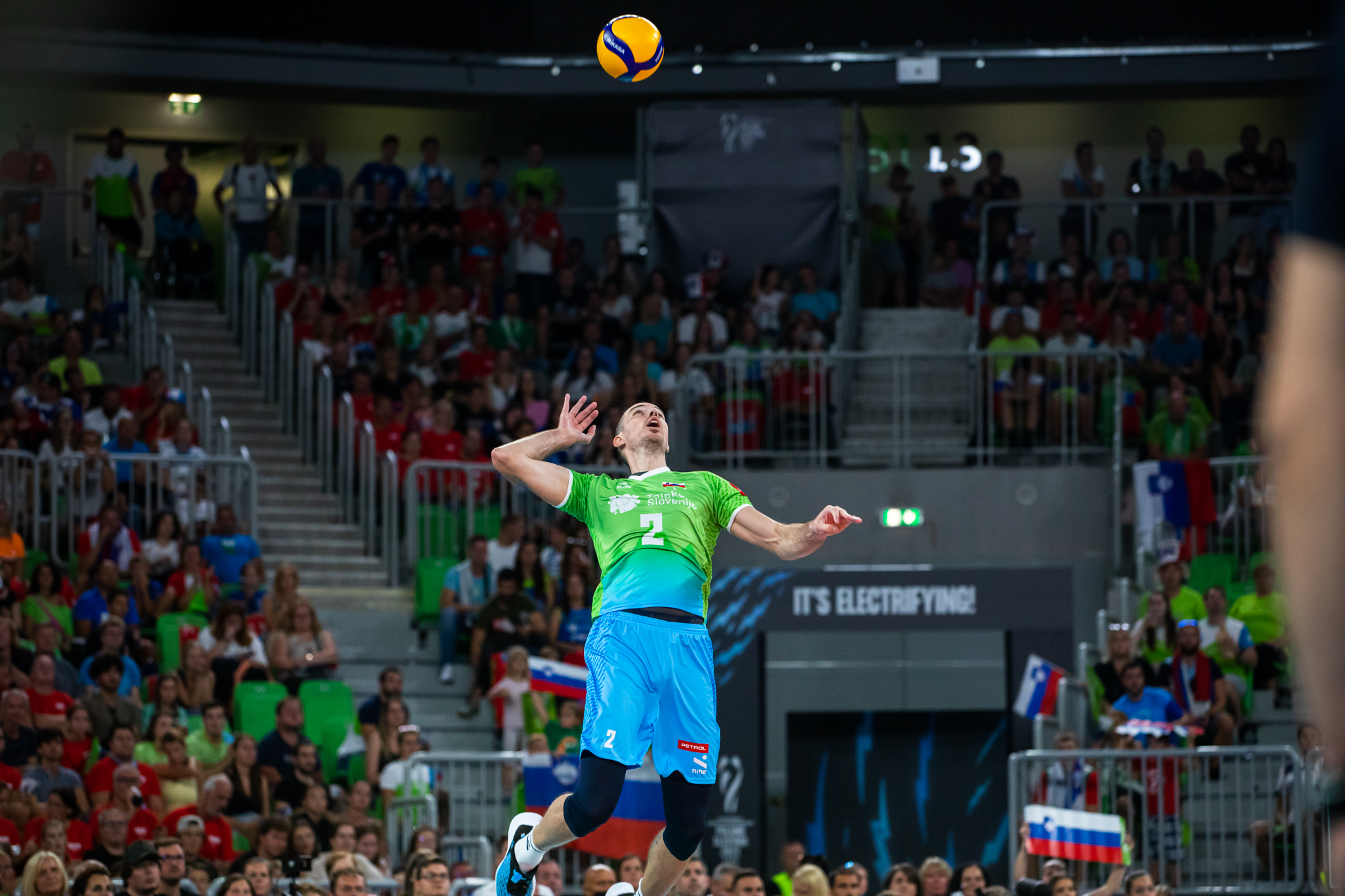
Alen Pajenk podczas wykonywania zagrywki w 1/8 finału na Mistrzostwach Świata 2022 w meczu przeciwko reprezentacji Niemiec

Alen Pajenk (ur. 23 kwietnia 1986 w Mariborze) – słoweński siatkarz, grający na pozycji środkowego. Od 2008 roku reprezentant kraju.
Jego młodszą siostrą jest siatkarka Sara Hutinski.

## Przebieg kariery
| Sezon     | Klub                       |
| --------- | -------------------------- |
| 2003/2004 | OK Maribor                 |
| 2004/2005 | OK Maribor                 |
| 2005/2006 | OK Maribor                 |
| 2006/2007 | OK Maribor                 |
| 2007/2008 | ACH Volley Bled            |
| 2008/2009 | ACH Volley Bled            |
| 2009/2010 | ACH Volley Bled            |
| 2010/2011 | Marmi Lanza Werona         |
| 2011/2012 | Lube Banca Marche Macerata |
| 2012/2013 | Lube Banca Marche Macerata |
| 2013/2014 | Jastrzębski Węgiel         |
| 2014/2015 | Jastrzębski Węgiel         |
| 2015/2016 | Fenerbahçe Stambuł         |
| 2016/2017 | Fenerbahçe Stambuł         |
| 2017/2018 | Marmi Lanza Werona         |
| 2018/2019 | Cerrad Czarni Radom        |
| 2019/2020 | Cerrad Czarni Radom        |
| 2020/2021 | Stade Poitevin Poitiers    |
| 2021/2022 | Olympiakos Pireus          |
| 2022/2023 | Olympiakos Pireus          |
| 2023/2024 | Olympiakos Pireus          |
| 2024/2025 | Olympiakos Pireus          |
| 2025/2026 | ACH Volley Lublana         |

## Sukcesy klubowe
Liga słoweńska:
- 2008, 2009, 2010
- 2004, 2006, 2007

Puchar Słowenii:
- 2006, 2008, 2009, 2010

Liga Środkowoeuropejska - MEVZA:
- 2008, 2010
- 2009

Liga włoska:
- 2012

Superpuchar Włoch:
- 2012

Liga Mistrzów:
- 2014

Liga polska:
- 2014

Puchar Turcji:
- 2017

Liga turecka:
- 2017

Liga grecka:
- 2023[5], 2024[6]
- 2022[7], 2025[8]

Puchar Challenge:
- 2023[9]

Puchar Grecji:
- 2024[10], 2025[11]

Puchar Ligi Greckiej:
- 2024[12]

Superpuchar Grecji:
- 2025[13]

## Sukcesy reprezentacyjne
Igrzyska Śródziemnomorskie:
- 2009

Liga Europejska:
- 2015
- 2011

Mistrzostwa Europy:
- 2015, 2019, 2021
- 2023[14]

## Nagrody indywidualne
- 2011: Najlepszy serwujący Ligi Europejskiej